# Takht-i-Bahi
Takht-i-Bahi é um complexo monástico budista datando do século I a.C.. Localiza-se a cerca de 15 km de Mardan, no Paquistão. Foi declarado Património Mundial da Unesco em 1980.
Takht significa trono, e bahi significa água ou nascente em persa/urdu. O complexo foi chamado Takht-i-Bahi porque foi construído no topo de uma colina e também adjacente a um ribeiro.
Takht-i-Bahi é o mais fértil tehsile na divisão de Mardan. Há muitos campos a crescer no tehsile de Takht-i-Bahi, alguns dos quais são de tabaco, trigo e cana-de-açúcar. O primeiro moinho de açúcar na Ásia foi construído aqui pelo governo inglês perto do mosteiro.
A primeira referência histórica a estas ruínas foi feita em 1836 pelo oficial francês, o General Court. Explorações e escavações no sítio só começaram em 1852.